# فهرست فیلم‌های رزمی
در زیر فهرستی نیاز به تکمیل از فیلم‌ها در ژانر رزمی بر اساس سال انتشار  مرتب شده‌است.
| سال  | عنوان                                 |
| ---- | ------------------------------------- |
| ۱۹۲۵ | اوروچی                                |
| ۱۹۲۸ | آتش زدن معبد لوتوس قرمز               |
| ۱۹۴۳ | سانشیرو سوگاتا                        |
| ۱۹۴۵ | سانشیرو سوگاتا قسمت دوم               |
| ۱۹۴۹ | داستان واقعی وونگ فی هونگ             |
| ۱۹۵۴ | هفت سامورایی                          |
| ۱۹۵۴ | سامورایی ۱: موساشی میاموتو            |
| ۱۹۵۵ | سامورایی ۲: دوئل در معبد ایچی‌جوجی     |
| ۱۹۵۶ | سامورایی ۳: دوئل در جزیره گان‌ریو      |
| ۱۹۵۷ | داستان خارق‌العاده ناروتو              |
| ۱۹۶۱ | یوجیمبو                               |
| ۱۹۶۲ | سانجورو                               |
| ۱۹۶۲ | داستان زاتوایچی                       |
| ۱۹۶۲ | ادامه داستان زاتوایچی                 |
| ۱۹۶۲ | هاراکیری                              |
| ۱۹۶۲ | چوشینگورا: هانا نو ماکی، یوکی نو ماکی |
| ۱۹۶۳ | داستان تازه‌ای از زاتوایچی             |
| ۱۹۶۴ | سه سامورایی یاغی                      |
| ۱۹۶۵ | شمشیر دیو                             |
| ۱۹۶۶ | بیا و با من پیکی بزن                  |
| ۱۹۶۶ | شمشیر عذاب                            |
| ۱۹۶۶ | کاروانسرای اژدها                      |
| ۱۹۶۷ | شمشیرزن یک دست                        |
| ۱۹۶۷ | یازده سامورایی                        |
| ۱۹۶۹ | بازگشت شمشیرزن یک دست                 |
| ۱۹۷۰ | بوکسور چینی                           |
| ۱۹۷۰ | انتقام                                |
| ۱۹۷۱ | رئیس بزرگ                             |
| ۱۹۷۱ | انتقام شمشیرزن یک دست                 |
| ۱۹۷۱ | بیلی جک                               |
| ۱۹۷۱ | بوکسور یک دست                         |
| ۱۹۷۱ | اندکی ذن                              |
| ۱۹۷۲ | مشت خشم                               |
| ۱۹۷۲ | هاپکیدو                               |
| ۱۹۷۲ | بوکسور پادشاه                         |
| ۱۹۷۲ | راه اژدها                             |
| ۱۹۷۳ | اژدها وارد می‌شود                      |
| ۱۹۷۳ | ببر کوچک کانتون                       |
| ۱۹۷۳ | مشت بیدارشده                          |
| ۱۹۷۳ | پنجه تک‌شاخ                            |
| ۱۹۷۳ | مواظب باش                             |
| ۱۹۷۴ | ببر زرد چهره                          |
| ۱۹۷۴ | پنجه در پنجه                          |
| ۱۹۷۴ | کمربند سیاه جونز                      |
| ۱۹۷۴ | مجموعه فیلم‌های مبارز خیابانی          |
| ۱۹۷۴ | افسانه ۷ خون‌آشام طلایی                |
| ۱۹۷۵ | خداحافظی بروس لی: آخرین بازی مرگ او   |
| ۱۹۷۵ | قهرمان مرگ                            |
| ۱۹۷۵ | کاراته بارفیگر                        |
| ۱۹۷۶ | خروج اژدها، ورود ببر                  |
| ۱۹۷۶ | بروس لی از گور می جنگد                |
| ۱۹۷۶ | خشم اژدهای جدید                       |
| ۱۹۷۶ | مردان چوبین شائولین                   |
| ۱۹۷۶ | دست مرگ                               |
| ۱۹۷۶ | شهاب‌سنگ مرگبار                        |
| ۱۹۷۶ | دیرتی هو                              |
| ۱۹۷۶ | استاد پرواز گیوتین                    |
| ۱۹۷۷ | اژدها دوباره زندگی میکند              |
| ۱۹۷۷ | عرشه دوبرمن                           |
| ۱۹۷۷ | کشتن با توطئه                         |
| ۱۹۷۷ | اعدام‌کنندگان شائولین                  |
| ۱۹۷۷ | گلگو ۱۳: انتصاب كاوولون               |
| ۱۹۷۷ | زره‌پوش شکست‌ناپذیر                     |
| ۱۹۷۷ | کاراته برای زندگی                     |
| ۱۹۷۸ | چرخه آهن                              |
| ۱۹۷۸ | اژدها می‌آید                           |
| ۱۹۷۸ | محافظان افسانه‌ای                      |
| ۱۹۷۸ | مار در سایه عقاب                      |
| ۱۹۷۸ | ۳۶امین اتاق شائولین                   |
| ۱۹۷۸ | قهرمانان شرق                          |
| ۱۹۷۸ | انتقام‌جویان چلاق                      |
| ۱۹۷۸ | بازگشت ببر                            |
| ۱۹۷۸ | راه اژدها ۲                           |
| ۱۹۷۸ | ورود بازی مرگ                         |
| ۱۹۷۸ | اژدهای چاق وارد می‌شود                 |
| ۱۹۷۸ | استاد مست                             |
| ۱۹۷۸ | هفت ضربه مرگبار                       |
| ۱۹۷۸ | کونگ‌فوکار زبل                         |
| ۱۹۷۸ | مانتیس مرگبار                         |
| ۱۹۷۸ | پنج زهر کشنده                         |
| ۱۹۷۸ | بازی مرگ                              |
| ۱۹۷۸ | سامورایی شوگون                        |
| ۱۹۷۸ | دو مبارز                              |
| ۱۹۷۹ | اژدها دوباره وارد می‌شود               |
| ۱۹۷۹ | کفتار بی‌باک                           |
| ۱۹۷۹ | مار در سایه عقاب                      |
| ۱۹۷۹ | بازی واقعی مرگ                        |
| ۱۹۷۹ | مشت اژدها                             |
| ۱۹۷۹ | استادی با پنجه‌های شکسته               |
| ۱۹۷۹ | میمون دیوانه کنگ فوکار                |
| ۱۹۷۹ | جی.ای. سامورایی                       |
| ۱۹۷۹ | بچه‌ای با بازوهای طلایی                |
| ۱۹۷۹ | پرسه‌زدن                               |
| ۱۹۷۹ | آخرین هورا برای جوانمردی              |
| ۱۹۷۹ | قصاب بزرگ                             |
| ۱۹۷۹ | نیروی تک‌نفره                          |
| ۱۹۷۹ | رازهای کیک بوکسینگ                    |
| ۱۹۷۹ | مشت‌های خوابیده                        |
| ۱۹۷۹ | دوئل اژدها                            |
| ۱۹۷۹ | ده ببر کوانگ‌تانگ                      |
| ۱۹۸۰ | مشت انتقام بروس                       |
| ۱۹۸۰ | استاد جوان                            |
| ۱۹۸۰ | نزاع بزرگ                             |
| ۱۹۸۰ | ۳ استاد شیطان                         |
| ۱۹۸۰ | قبیله لوتوس سفید                      |
| ۱۹۸۰ | هشت‌ضلعی                               |
| ۱۹۸۱ | انتقام‌جویان ماسک زده                  |
| ۱۹۸۱ | پسر نابخرد                            |
| ۱۹۸۱ | حلول سامورایی                         |
| ۱۹۸۱ | نینجا وارد می‌شود                      |
| ۱۹۸۱ | بازی مرگ ۲                            |
| ۱۹۸۱ | شمشیر رنگ آمیزی شده با رویال خون      |
| ۱۹۸۲ | ارباب اژدها                           |
| ۱۹۸۲ | کشتن گروه                             |
| ۱۹۸۲ | افسانه اسلحه‌های چین                   |
| ۱۹۸۲ | پنج عنصر نینجا                        |
| ۱۹۸۲ | نینجا در قلمرو اژدها                  |
| ۱۹۸۲ | نیروی خام                             |
| ۱۹۸۲ | معبد شائولین                          |
| ۱۹۸۳ | کفتار بی‌باک قسمت ۲                    |
| ۱۹۸۳ | هشت اژدهای جنگنده قطب                 |
| ۱۹۸۳ | انتقام نینجا                          |
| ۱۹۸۳ | پروژه آ                               |
| ۱۹۸۳ | شائولین و وو تانگ                     |
| ۱۹۸۳ | شائولین دربرابر لاما                  |
| ۱۹۸۳ | برندگان و گناهکاران                   |
| ۱۹۸۳ | جنگجویان زو از کوه سحر و جادو         |
| ۱۹۸۴ | اوپیوم و استاد کونگ-فو                |
| ۱۹۸۴ | رستوران سیار                          |
| ۱۹۸۴ | بچه کاراته‌کار                         |
| ۱۹۸۴ | نینجا ۳: تسلط                         |
| ۱۹۸۵ | شاگردان اتاق ۳۶                       |
| ۱۹۸۵ | نینجای آمریکایی                       |
| ۱۹۸۵ | کماندو                                |
| ۱۹۸۵ | آخرین اژدها                           |
| ۱۹۸۵ | آقای خون‌آشام                          |
| ۱۹۸۵ | داستان پلیس                           |
| ۱۹۸۵ | بله، بانو                             |
| ۱۹۸۶ | نه سازش، نه تسلیم                     |
| ۱۹۸۶ | اشتباه می‌کند                          |
| ۱۹۸۶ | مشکل بزرگ در چین کوچک                 |
| ۱۹۸۶ | نفرین هفتم                            |
| ۱۹۸۷ | نینجای آمریکایی ۲: رویارویی           |
| ۱۹۸۷ | داستان روح چینی                       |
| ۱۹۸۷ | ارتباط میامی                          |
| 1988 | عقاب سیاه                             |
| ۱۹۸۸ | همیشه اژدها                           |
| ۱۹۸۸ | فراتر از قانون                        |
| ۱۹۸۸ | رینگ خونین                            |
| ۱۹۸۹ | بهترین بهترین‌ها                       |
| ۱۹۸۹ | کیک‌بوکسور                             |
| ۱۹۹۰ | سخت‌کش                                 |
| ۱۹۹۱ | روزی روزگاری در چین                   |
| ۱۹۹۱ | مبارزه نهایی در توکیوی کوچک           |
| ۱۹۹۱ | در جستجوی عدالت                       |
| ۱۹۹۱ | رابین هود: شاهزاده دزدان              |
| ۱۹۹۲ | سامورایی آمریکایی                     |
| ۱۹۹۲ | آتش تند                               |
| ۱۹۹۲ | تیرانداز: مبارزه با مرگ               |
| ۱۹۹۲ | داستان پلیس ۳: ابر پلیس               |
| ۱۹۹۲ | جوانک تبتی                            |
| ۱۹۹۳ | ابر پلیس ۲                            |
| ۱۹۹۳ | اژدها: داستان بروس لی                 |
| ۱۹۹۳ | داستان جنایت                          |
| ۱۹۹۳ | هدف سخت                               |
| ۱۹۹۳ | میمون آهنی                            |
| ۱۹۹۳ | استاد کونگ فو                         |
| ۱۹۹۳ | فقط قوی باش                           |
| ۱۹۹۴ | استاد مست ۲                           |
| ۱۹۹۴ | مشت افسانه‌ای                          |
| ۱۹۹۴ | روی زمین مرگبار                       |
| ۱۹۹۴ | وینگ چون                              |
| ۱۹۹۵ | جزیره کاتروت                          |
| ۱۹۹۵ | مشت ستاره شمالی                       |
| ۱۹۹۵ | مورتال کامبت                          |
| ۱۹۹۵ | برنده و بازنده                        |
| ۱۹۹۵ | جنجال در شهر                          |
| ۱۹۹۶ | سیم باربی                             |
| ۱۹۹۶ | اژدهادل                               |
| ۱۹۹۶ | هندی                                  |
| ۱۹۹۶ | هدف نهایی                             |
| ۱۹۹۶ | شکارچی شب                             |
| ۱۹۹۷ | مورتال کامبت: نابودی                  |
| ۱۹۹۸ | ساعت شلوغی                            |
| ۱۹۹۸ | سواران طوفان                          |
| ۱۹۹۸ | من کی هستم؟                           |
| ۲۰۰۰ | بیچونمو                               |
| ۲۰۰۰ | ببر خیزان، اژدهای پنهان               |
| ۲۰۰۰ | دوئل                                  |
| ۲۰۰۰ | رومئو باید بمیرد                      |
| ۲۰۰۰ | ظهر شانگهای                           |
| ۲۰۰۰ | در مقابل                              |
| ۲۰۰۱ | آشوکا                                 |
| ۲۰۰۱ | بوسه اژدها                            |
| ۲۰۰۱ | افسانه زو                             |
| ۲۰۰۱ | موسا                                  |
| ۲۰۰۱ | یکه‌تاز                                |
| ۲۰۰۱ | فوتبال شائولین                        |
| ۲۰۰۱ | آتشفشان بزرگ                          |
| ۲۰۰۲ | قهرمان                                |
| ۲۰۰۲ | شکست‌ناپذیر                            |
| ۲۰۰۳ | بیل را بکش: بخش ۱                     |
| ۲۰۰۳ | اونگ-بک: مبارز موای تای               |
| ۲۰۰۴ | آراهان                                |
| ۲۰۰۴ | مبارزی در باد                         |
| ۲۰۰۴ | خانه خنجرهای پران                     |
| ۲۰۰۴ | بیل را بکش: بخش ۲                     |
| ۲۰۰۴ | جنب و جوش کنگ فو                      |
| ۲۰۰۴ | خانه خنجرهای پران                     |
| ۲۰۰۴ | داستان جدید پلیس                      |
| ۲۰۰۵ | دوئل‌کننده                             |
| ۲۰۰۵ | خانه خشم                              |
| ۲۰۰۵ | هفت شمشیر                             |
| ۲۰۰۵ | نگهبان                                |
| ۲۰۰۵ | اس پی ال: شا پو لانگ                  |
| ۲۰۰۵ | تام-یام-گونگ                          |
| ۲۰۰۵ | رها‌شده                                |
| ۲۰۰۶ | شهر خشونت                             |
| ۲۰۰۶ | تماس تلفنی                            |
| ۲۰۰۶ | بی‌باک                                 |
| ۲۰۰۶ | یاغی                                  |
| ۲۰۰۶ | بی‌قرار                                |
| ۲۰۰۶ | شکست‌ناپذیر ۲: آخرین پایمرد            |
| ۲۰۰۷ | نقطه اشتعال                           |
| ۲۰۰۸ | شکلات                                 |
| ۲۰۰۸ | پادشاهی ممنوعه                        |
| ۲۰۰۸ | ایپ من                                |
| ۲۰۰۸ | پاندای کونگ‌فوکار                      |
| ۲۰۰۸ | عقب‌نشینی هرگز                         |
| ۲۰۰۸ | اونگ بک ۲                             |
| ۲۰۰۸ | صخره سرخ                              |
| ۲۰۰۸ | کمربند قرمز                           |
| ۲۰۰۹ | دینامیت سیاه                          |
| ۲۰۰۹ | خون و استخوان                         |
| ۲۰۰۹ | محافظان و آدمکش‌ها                     |
| ۲۰۰۹ | درگیری                                |
| ۲۰۰۹ | مرانتا                                |
| ۲۰۰۹ | نینجا                                 |
| ۲۰۰۹ | نینجای آدمکش                          |
| ۲۰۰۹ | قایق ققنوس                            |
| ۲۰۱۰ | ۱۳ آدم‌کش                              |
| ۲۰۱۰ | حذفی بانکوک                           |
| ۲۰۱۰ | بونراکو                               |
| ۲۰۱۰ | ایپ من ۲                              |
| ۲۰۱۰ | بچه کاراته‌کار                         |
| ۲۰۱۰ | افسانه متولد می‌شود: ایپ من            |
| ۲۰۱۰ | مردی از هیچ‌کجا                        |
| ۲۰۱۰ | اونگ بک ۳                             |
| ۲۰۱۰ | بزرگ سرباز کوچک                       |
| ۲۰۱۰ | سلطنت قاتلان                          |
| ۲۰۱۰ | شائولین                               |
| ۲۰۱۰ | افسانه واقعی                          |
| ۲۰۱۰ | شکست‌ناپذیر ۳: رستگاری                 |
| ۲۰۱۰ | یامادا: سامورایی آیوتایا              |
| ۲۰۱۱ | اژدها                                 |
| ۲۰۱۱ | پاندای کونگ‌فوکار ۲                    |
| ۲۰۱۱ | مبارز                                 |
| ۲۰۱۲ | چشمان اژدها                           |
| ۲۰۱۲ | مردی با مشت‌های آهنین                  |
| ۲۰۱۲ | یورش: رستگاری                         |
| ۲۰۱۲ | تایچی صفر                             |
| ۲۰۱۲ | وو دانگ                               |
| ۲۰۱۳ | داستان پلیس ۲۰۱۳                      |
| ۲۰۱۳ | بال اژدها زد: جنگ خدایان              |
| ۲۰۱۳ | استاد بزرگ                            |
| ۲۰۱۳ | سفر به غرب: چیرگی بر ارواح خبیث       |
| ۲۰۱۳ | مبارز تای چی                          |
| ۲۰۱۳ | نینجا: سایه یک قطره اشک               |
| ۲۰۱۴ | سه شمشیرزن                            |
| ۲۰۱۴ | لگد فرشته                             |
| ۲۰۱۴ | جنگل کونگ فو                          |
| ۲۰۱۴ | یورش ۲                                |
| ۲۰۱۵ | بال اژدها زد: رستاخیز اف              |
| ۲۰۱۵ | ایپ من ۳                              |
| ۲۰۱۵ | کونگ فیوری                            |
| ۲۰۱۵ | گرگ مبارز                             |
| ۲۰۱۶ | بویکا: شکست‌ناپذیر                     |
| ۲۰۱۶ | باغی                                  |
| ۲۰۱۶ | گلوله به سر                           |
| ۲۰۱۶ | پاندای کونگ‌فوکار ۳                    |
| ۲۰۱۶ | سلطان                                 |
| ۲۰۱۶ | ویرام                                 |
| ۲۰۱۶ | جنگ‌جویان دروازه                       |
| ۲۰۱۷ | کماندو ۲                              |
| ۲۰۱۷ | دنگل                                  |
| ۲۰۱۸ | باغی ۲                                |
| ۲۰۱۸ | دراگون بال سوپر: برولی                |
| ۲۰۱۸ | شب برای ما می‌آید                      |
| ۲۰۱۹ | کثیف                                  |
| ۲۰۱۹ | وحشی                                  |
| ۲۰۱۹ | ایپ من ۴: نهایی                       |
| ۲۰۱۹ | تهدید سه‌گانه                          |
| ۲۰۲۰ | بلادشات                               |